# 발레피에트라
발레피에트라(이탈리아어: Vallepietra)는 이탈리아 라치오주 로마현에 위치한 코무네다. 로마로부터 동쪽 60km 거리에 있다.